# 琉球大学病院
琉球大学病院（りゅうきゅうだいがくびょういん）は、国立大学法人琉球大学が沖縄県宜野湾市に設置する大学病院。沖縄県で唯一、また、日本最南端かつ最西端の大学病院である。
特定機能病院の承認を受けるほか、都道府県がん診療連携拠点病院、エイズ治療拠点病院、肝疾患診療連携拠点病院、沖縄県災害拠点病院に指定されている。
2020年（令和2年）4月1日に琉球大学医学部附属病院から琉球大学病院へ名称を変更した。その後、医学部とともに2025年（令和7年）1月5日に中頭郡西原町から宜野湾市に移転した。

## 沿革

### 本土復帰前
- 1965年（昭和40年）
  - 8月 - 内閣総理大臣の佐藤栄作が琉球大学に医学部を設置すると声明を発表[4]。
  - 12月 - 琉球政府内に琉球大学医学部設置構想委員会を設置[4]。
- 1966年（昭和41年）11月 - 那覇病院（後の県立那覇病院とは別）を教育病院に改装させ、新那覇病院とする原則が確立[5]。
- 1967年（昭和42年）1月 - 琉球政府の行政主席の諮問機関として琉球大学医学部設置準備委員会を設置[4]。
- 1970年（昭和45年）6月20日 - 琉球大学設置法一部改正により、新那覇病院が琉球大学附属病院となる[4]。

### 本土復帰後

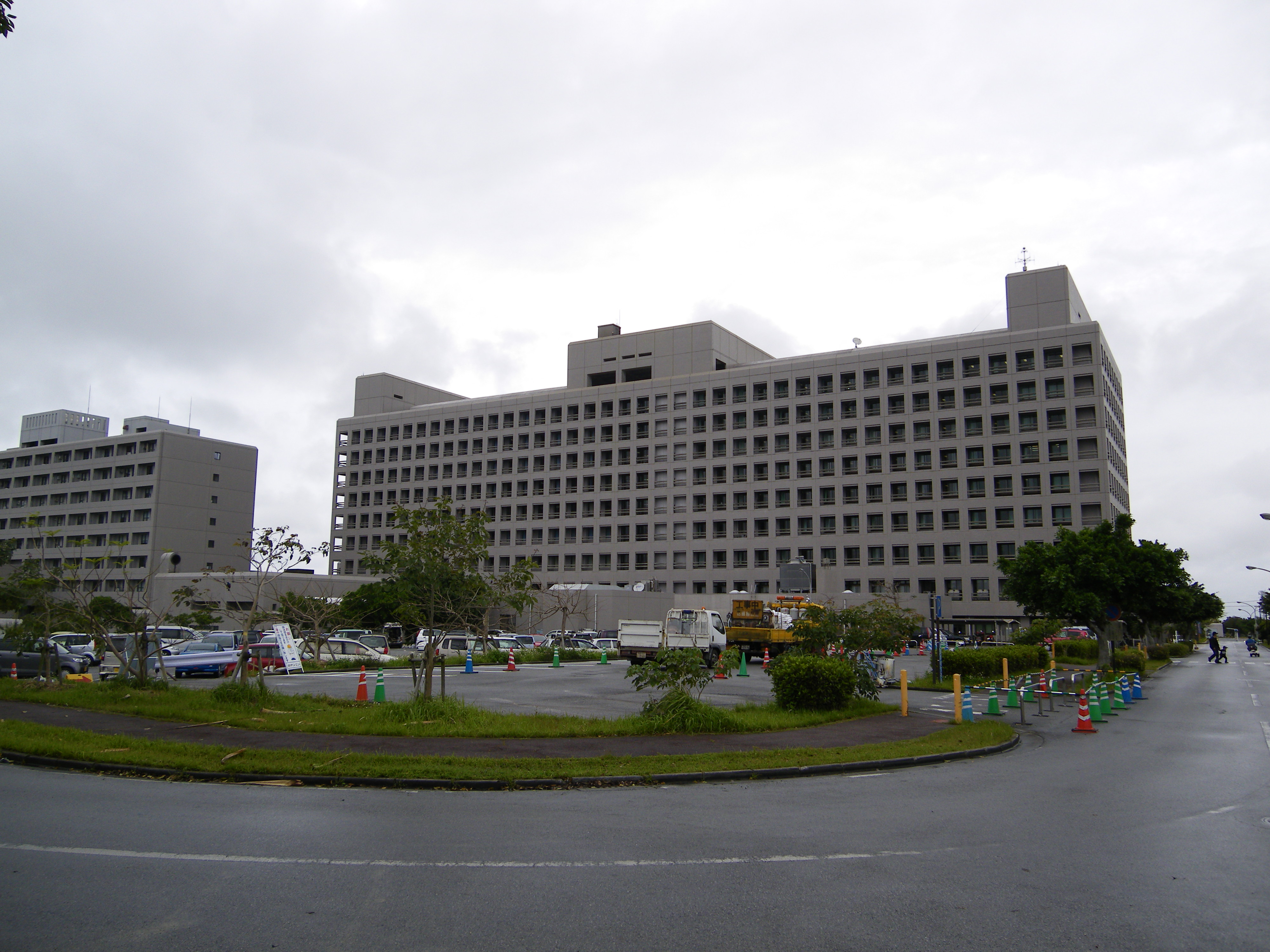
旧琉球大学病院（西原町）

- 1972年（昭和47年）5月15日 - 本土復帰に伴い、琉球大学保健学部附属病院となる[4]。
- 1974年（昭和49年）11月 - 地域医療部、救急部、理学療法部を随時設置し、総合病院として承認される[4]。
- 1981年（昭和56年）4月1日 - 保健学部が医学部保健学科に改組されたことに伴い、琉球大学医学部附属病院となる[4]。
- 1984年（昭和59年）10月 - 那覇市から中頭郡西原町に移転。移転跡地は県立那覇病院となる[注釈 1]。
- 1994年（平成6年）8月1日 - 特定機能病院に承認される。
- 2007年（平成19年）3月 - エイズ診療拠点病院に選定される[4]。
- 2018年（平成30年）3月30日 - 地域災害拠点病院に指定される[6]。
- 2020年（令和2年）4月1日 - 琉球大学病院へ名称変更[2]。
- 2024年（令和6年）12月27日 - 西原町での外来診療受付を終了[7]。
- 2025年（令和7年）
  - 1月5日 - 入院患者を宜野湾市の新病院へ移送[8][注釈 2]。
  - 1月6日 - 宜野湾市の西普天間住宅跡地に新築移転し外来診療開始[9]。

## 施設概要
- 所在地：沖縄県宜野湾市字新城大道原 443-1 他[10]
- 建物：地上14階、塔屋2階、鉄骨鉄筋コンクリート造、一部鉄骨造、一部鉄筋コンクリート造、基礎免震構造[10]
- 病床数：620床[10]
  - 一般病棟：570床[10]
  - 精神科神経科病棟：40床[10]
  - 第一種感染病床：2床[10]
  - 第二種感染病床：4床[10]
  - 結核病床：4床[10]

## 診療科目
- 第一内科
  - 感染症内科
  - 呼吸器内科
  - 消化器内科
- 第二内科
  - 血液・腫瘍内科
  - 甲状腺・内分泌科
  - 糖尿病・代謝科
  - 膠原病内科
  - 高齢内科
  - 肥満外来
- 第三内科
  - 神経内科
  - 高血圧・腎臓内科
  - 高齢内科
- 循環器科
  - 二内科
  - 三内科
- 第一外科
  - 消化器外科
  - 内分泌外科
  - 小児外科
- 第二外科
  - 呼吸器外科
- 心臓血管外科
  - 心臓血管外科
  - 血管外科
- 脳神経外科
- 整形外科
  - 整形外科
  - 骨・軟部腫瘍科
  - スポーツ医学科
  - リウマチ外科
  - 骨粗鬆症科
- リハビリテーション部
- 産婦人科
  - 産科
  - 婦人科
  - 骨粗鬆症科
- 小児科
- 皮膚科
- 泌尿器科
  - 泌尿器科
  - 血液浄化療法部
- 耳鼻咽喉科
- 眼科
- 精神科
- 神経科
- 放射線科
- 麻酔科
- 歯科・口腔外科
- 高気圧治療部
- 地域医療部
- 総合診療センター
- がんセンター
- 救急部

## 医療機関の指定・認定
（この節の出典）
- 保険医療機関
- 労災保険指定医療機関
- 指定自立支援医療機関（更生医療・育成医療・精神通院医療）
- 身体障害者福祉法指定医の配置されている医療機関
- 精神保健福祉法に基づく指定病院・応急入院指定病院
- 精神保健指定医の配置されている医療機関
- 生活保護法指定医療機関
- 医療保護施設
- 結核指定医療機関
- 指定養育医療機関
- 戦傷病者特別援護法指定医療機関
- 原子爆弾被害者医療指定医療機関
- 原子爆弾被害者一般疾病医療取扱医療機関
- 感染症指定医療機関（第一種感染症指定医療機関[12]・第二種感染症指定医療機関[13]）
- 公害医療機関
- 母体保護指定医の配置されている医療機関
- 特定機能病院
- へき地医療拠点病院へき地医療拠点病院
- 臨床研修病院
- 臨床修練病院[14]
- がん診療連携拠点病院
- エイズ治療拠点病院（中核[14]）
- 肝疾患診療連携拠点病院
- 特定疾患治療研究事業委託医療機関
- DPC対象病院
- 日本臓器移植ネットワーク会員施設（腎臓移植）[14]
- 沖縄県医師会が認める母体保護法指定医師の研修機関[14]
- 沖縄県難病診療連携拠点病院[14]
- 新型コロナ感染症に係る重点医療機関[14]
- 新型コロナ感染症に係る協力医療機関[14]
- 救急告示病院[14]
- 沖縄DMAT病院[14]
- 災害拠点病院（地域）[15]
- 公益財団法人日本医療機能評価機構認定病院[16]
- このほか、各種法令による指定・認定病院であるとともに、各学会の認定施設でもある。

## 交通アクセス
- 最寄りバス停は新城バス停、普天間バス停

なお、2025年1月現在、病院を経由するバス路線及び病院玄関付近のバス停設置について調整中とされている。